# Temperatura di film
Nell'ambito dei fenomeni di trasporto, viene definita temperatura di film la temperatura di un fluido in corrispondenza di uno strato limite.
Può essere approssimata dalla media aritmetica della temperatura di parete (TW) e della temperatura nel bulk del fluido ({\displaystyle T_{\mathrm {\infty } }}), cioè:
{\displaystyle T_{\text{f}}={\frac {T_{\text{W}}+T_{\mathrm {\infty } }}{2}}}
Bisogna prestare attenzione a non confondere tale concetto con la temperatura del film di condensato che si forma in corrispondenza della superficie dei tubi di condensatori e ribollitori. Infatti il "film" al quale si fa riferimento in quest'ultimo caso non corrisponde in generale allo strato limite termico.

## Applicazioni
Il valore della temperatura di film viene spesso utilizzato per approssimare la temperatura dello strato limite termico nel calcolo del coefficiente di scambio termico.